# Epigynopteryx lioloma
Epigynopteryx lioloma là một loài bướm đêm trong họ Geometridae.